# Kaarina Dromberg
Ritva Kaarina Dromberg, född Hakula 22 maj 1942 i Elimä, är en finländsk politiker. Hon var Finlands kulturminister 2002–2003 i regeringen Lipponen II.
Dromberg var ledamot av Finlands riksdag från Nylands valkrets 1983–2007 och ordförande för Vanda stadsfullmäktige 1995–2002. År 2007 förlänades hon hederstiteln riksdagsråd.